# Phthiridium sundanicum
Phthiridium sundanicum är en tvåvingeart som först beskrevs av Oskar Theodor 1957.  Phthiridium sundanicum ingår i släktet Phthiridium och familjen lusflugor.
Artens utbredningsområde är Etiopien. Inga underarter finns listade i Catalogue of Life.